# Ga Saha
Ga Saha là ga tàu điện ngầm của Busan Subway tuyến 1 nằm ở quận Saha, Busan, Hàn Quốc.

## Lịch sử
23 tháng 6 năm 1994: Mở cửa